# Peter Jánošík
Peter Jánošík (* 2. ledna 1988, Dubnica nad Váhom) je slovenský fotbalový obránce, od února 2016 hráč polského klubu Polonia Bytom. Hraje na postu stopera (středního obránce). Mimo Slovensko působil na klubové úrovni v Česku.

## Klubová kariéra
Svoji fotbalovou začal v Dubnici, kde se v roce 2007 propracoval přes všechny mládežnické kategorie do prvního týmu. Následně působil na hostování v Banské Bystrici. V zimním přestupovém období sezony 2009/10 přestoupil do Slovanu Bratislava, se kterým na jaře 2011 získal ligový titul. V průběhu ročníku 2012/13 odešel hostovat českého Hradce Králové. Za mužstvo nastoupil k 16 ligovým utkáním, branku nevstřelil. Po skončení hostování byl v červnu 2013 na testech v polském klubu Podbeskidzie Bielsko-Biała. Na zkoušce neuspěl. V únoru 2014 odešel hostovat do Dubnice. V létě 2014 Slovan definitivně opustil a přestoupil do Spartaku Myjava.
Koncem února 2016 se dohodl na angažmá v polském třetiligobém klubu Polonia Bytom.